# Schin op Geul
Schin op Geul (« Schin-sur-Gueule », en limbourgeois : Sjin op Geul) est un village néerlandais d'environ 1 680 habitants (2005) dans la commune de Fauquemont-sur-Gueule, dans la province du Limbourg néerlandais.

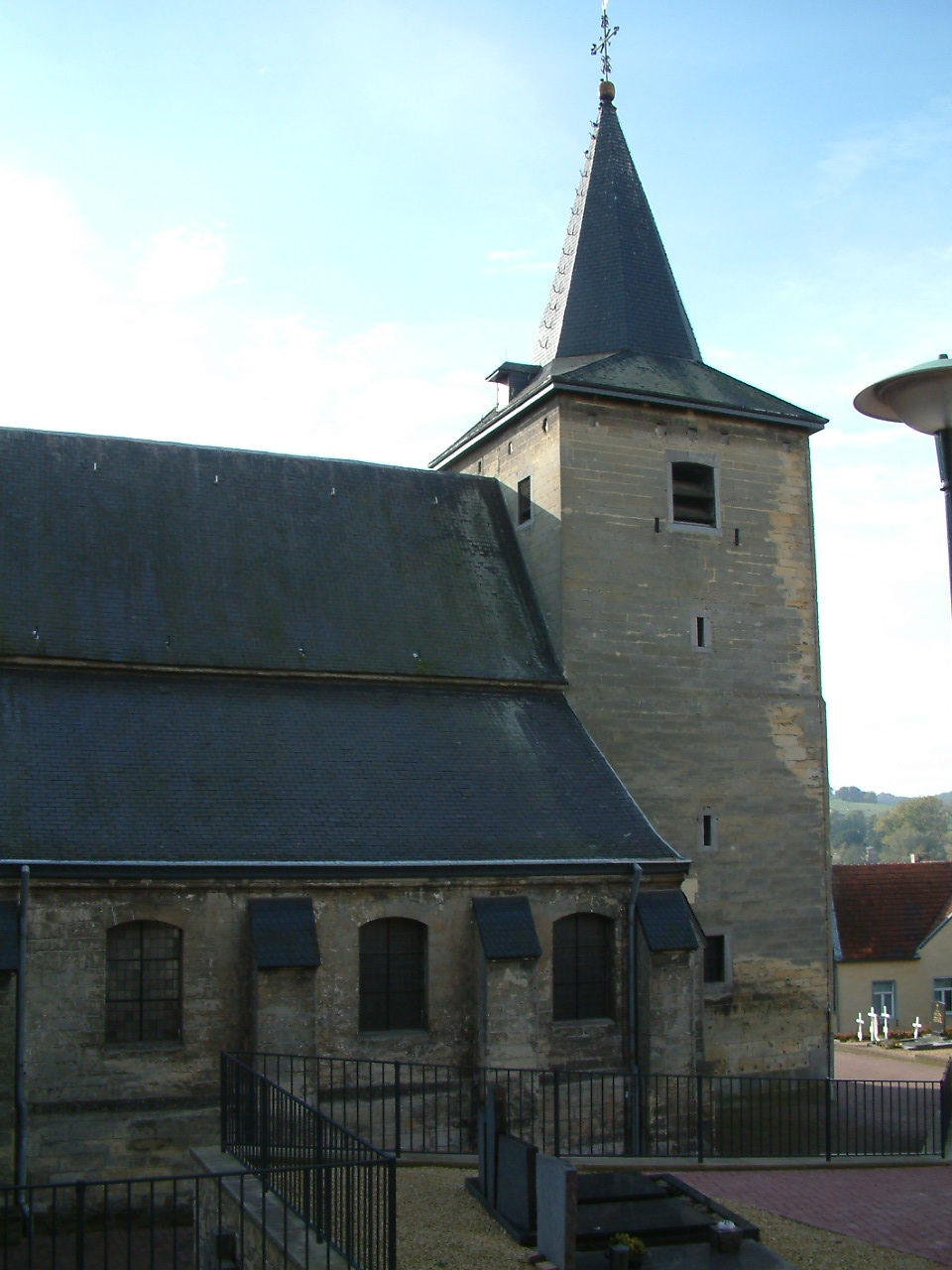
Église Saint-Maurice

## Géographie

### Situation
Le village est situé à l'est de Fauquemont, sur la Gueule. Schin op Geul est composé du village lui-même et des hameaux d'Engwegen, Keutenberg, Schoonbron, Strucht et Walem. Son territoire est de 691 ha.

### Transports
Schin op Geul possède une gare située sur la ligne de chemin de fer Maastricht-Heerlen. Elle est également reliée à la ligne vers Simpelveld, exploitée pour le tourisme en trains à vapeur.

## Histoire

### Origines
Les premières mentions de Schin op Geul apparaissent dès 847 et 968 dans deux chartes de donations au bénéfice de l'abbaye Saint-Remi de Reims et son prieuré situé à Meerssen.

### Époque contemporaine
L'église dédiée à saint Maurice possède des reliques de saint Corneille. Depuis 1859, Schin op Geul est un lieu de pèlerinage.
Jusqu'en 1940, Schin op Geul était une commune indépendante.
Pendant la Seconde Guerre mondiale, deux fils de Schin op Geul sont tombés :
- Le soldat Huntjens, Laurentius Cornelis Franciscus, le 10 mai 1940, au jour de l’invasion allemande [1]
- Jean Michel Caubo, membre du groupe résistant Dutch-Paris, qui habitait à Paris